# ويليام إس. فولتون
ويليام إس. فولتون (بالإنجليزية: William Savin Fulton)‏ هو قاضي ومحامي وسياسي أمريكي، ولد في 2 يونيو 1795 في مقاطعة سيسيل في الولايات المتحدة، وتوفي في 15 أغسطس 1844 في ليتل روك في الولايات المتحدة. حزبياً، نشط في الحزب الديمقراطي. وقد انتخب Governor of Arkansas Territory ‏ (9 مارس 1835 – 15 يونيو 1836) وانتخب عضو مجلس الشيوخ الأمريكي.